# Syriens herrlandslag i basket
Syriens herrlandslag i basket representerar Syrien i basket på herrsidan. Laget deltog, trots Syriens geografiska läge, i Europamästerskapet 1947, för att senare i stället börja delta i asiatiska mästerskap.

### Fotnoter
1. ↑  Todor Krastev (10 mars 1947). ”Men Basketball European Championship 1947 Prague (TCH) - 27.04-03.05 Winner Soviet Union” (på engelska). Sport Statistics. Arkiverad från originalet den 19 september 2015. https://web.archive.org/web/20150919092645/http://todor66.com/basketball/Europe/Men_1947.html. Läst 23 juni 2015.